# 이순철
이순철(李順喆, 1961년 4월 18일 ~ )은 전 KBO 리그 해태 타이거즈의 외야수이자 현 야구 해설가로 현재 SBS 스포츠의 야구 해설위원으로 재직 중이며 현역시절 별명은 순페이였다.
LA 올림픽에 참가한 후 1985년 해태 타이거즈에 입단한 그는 1985년에 신인왕을 차지했는데, 이는 해태-KIA 타이거즈 역사상 유일한 신인왕이다. 이후 LG 트윈스의 1·2군 코치를 거쳐 이광환의 후임으로 2003년 10월 감독에 선임되었다가, 2006년 6월 5일 성적 부진의 책임을 지고 사임하였다. 프로에서 14시즌을 뛰는 동안 신인왕, 최다 안타 1회, 도루왕 3회, 골든 글러브 5회 수상 등 화려한 경력을 쌓았다.
2011년까지 MBC 스포츠+의 야구 해설을 맡았다. 2011년 10월 18일 KIA 타이거즈의 수석코치로 내정되어 1997년을 끝으로 떠났던 친정 팀에 복귀하였다. 2013년 시즌 후 SBS의 야구 해설위원으로 자리를 옮겼다.

## 선수 시절

### 해태 타이거즈시절
연세대학교 체육교육학과를 졸업하고 입단했다. 데뷔 첫 해인 1985년에 31도루를 기록해 도루 부문 4위에 올랐다. 그 해에 신인왕을 수상했다. 이후 1988년 도루왕을 기록한 후, 2차례 더 도루왕 타이틀을 차지했다. 팀의 호타준족 계보 중 김일권과 이종범을 잇는 2세대의 대표주자였다. 1997년에는 364도루를 성공해 당시 김일권이 가지고 있던 통산 최고 기록을 갱신했다. 첫 우승(1983년)을 제외한 8차례의 우승을 기록하고, 팀 후배 이종범이 있기 이전 명실상부한 1980-1990년대를 주름잡은 팀의 호타준족의 대표 주자였다. 그래서 팀의 야전사령관으로 불렸다.
1996년 초 하와이 전지 훈련 도중 항명 사건의 주동자로 찍혀 1997년 시즌 후 해태에서 방출됐다.
이순철은 타이거즈 최초의 신인왕이다. 이순철이 1985년 신인왕을 차지한 이래 해태-KIA 타이거즈에서는 신인왕이 나오지 않았다가, 36년 후인 2021년에 좌완투수 이의리가 신인왕을 차지하며 타이거즈의 신인왕 계보를 잇게 됐다.

### 삼성 라이온즈시절
이듬해 이적해 1년을 더 활동하고 현역에서 은퇴했다.

## 야구선수 은퇴 후
은퇴 후 삼성에서 코치를 맡고 있다가, 김응용이 삼성의 감독으로 취임하자 2001년에 LG로 옮겨 코치를 맡았다. 2003년 시즌 후 LG 트윈스 감독에 취임했지만, 외야수 출신 감독의 한계를 벗어나지 못해 극심한 성직 부진으로 팬들에게 크게 비난을 받았다. 결국 양승호에게 대행을 맡긴 뒤 2006년 6월 5일에 사임하고, 잠시 미국으로 연수를 떠났다.
귀국한 후 2007년에는 MBC 스포츠플러스의 야구 해설위원으로 데뷔해 특유의 해설을 선보였다. 2008년에는 우리 히어로즈의 수석, 주루코치로 임명됐으나, 성적 부진으로 히어로즈가 7위에 그치자 재계약에 실패했다. 이후 2009년 WBC 국가대표팀 코치 활동을 마치고 MBC 스포츠플러스의 해설위원으로 복귀했다. 직설적인 어투로 후배 선수나 감독의 잘못을 비판하는, 일명 비난해설이라는 특유의 스타일로 많은 사랑을 받았다. 해설가 활동을 하며 '모두까기 인형'으로 불렸으며, 2014년 퓨처스 올스타전에 출전한 아들 이성곤에게도 독설을 했다.
2011년까지 MBC 스포츠플러스에서 해설가로 활동한 그는 2011년 10월 18일에 선동열이 KIA 타이거즈의 감독으로 부임하자 수석코치로 활동하게 되며 2008년 이후 3년여 만에 현장 지도자로 복귀함과 동시에 친정 팀으로 돌아왔다. 그러나 2013년 시즌 극심한 팀의 부진으로 인해 2013 시즌 종료 직전 재계약 불가 통보를 받아 다시 친정 팀을 떠났다.
친정 팀을 떠난 후 그는 SBS 스포츠의 해설위원으로 자리를 옮겨 다시 마이크를 잡았으며, 지도자로는 가끔씩 국가대표팀에 소집될 때마다 간간히 코치를 맡고 있다. 2015년에는 WBSC 프리미어 12를 앞두고 국가대표팀의 코치진으로 다시 부름을 받아 타격코치를 맡았다.

## 가족
그의 부인은 전 승마선수였던 이미경 씨이다. 연세대에 야구 선수로 스카웃 된 다음 이미경 씨를 만났으며, 그의 지극한 구애로 결국 결혼에 성공했다.
그의 아들은 현재 KBO 리그 롯데 자이언츠의 퓨처스팀 타격 보조코치인 이성곤이다.

## 수상 내역
한국시리즈 우승 8회 (1986, 1987, 1988, 1989, 1991, 1993, 1996, 1997)

신인왕 - 1985년

골든글러브 수상 - 5회 / 85(3루수), 88, 91~93(외야수)

올스타 선발 - 8회

최다안타상 - 1992년

최다도루상 - 1988년, 1991년, 1992년

최다 득점상 - 1985년, 1988년

## 주요 기록
| 기록     | 날짜        | 소속 | 구장 | 상대팀 | 상대 투수 | 경기수 | 타석수 | 달성 당시 나이   | 기타       | 주석 |
| -------- | ----------- | ---- | ---- | ------ | --------- | ------ | ------ | ---------------- | ---------- | ---- |
| 300도루  | 1994. 4. 9  | 해태 | 광주 | 한화   |           |        |        | 32세 11개월 21일 | 역대 2번째 |      |
| 1000안타 | 1994. 8. 20 | 해태 | 광주 | 쌍방울 |           | 1012   | 4210   | 33세 4개월 2일   | 역대 8번째 |      |
| 600타점  | 1998. 5. 24 | 삼성 | 잠실 | LG     |           |        |        |                  | 역대 8번째 |      |

## 통산 기록
| 연 도           | 소 속           | 나 이           | 출 장 | 타 석 | 타 수 | 득 점 | 안 타 | 2 루 타 | 3 루 타 | 홈 런 | 타 점 | 도 루 | 도 실 | 볼 넷 | 삼 진 | 타 율 | 출 루 율 | 장 타 율 | O P S | 루 타 | 병 살 타 | 몸 맞 | 희 타 | 희 플 | 고 4 |
| --------------- | --------------- | --------------- | ----- | ----- | ----- | ----- | ----- | ------- | ------- | ----- | ----- | ----- | ----- | ----- | ----- | ----- | -------- | -------- | ----- | ----- | -------- | ----- | ----- | ----- | ---- |
| 1985            | 해태            | 24              | 99    | 411   | 369   | 67    | 112   | 18      | 5       | 12    | 50    | 31    | 12    | 33    | 48    | .304  | .367     | .477     | .844  | 176   | 6        | 4     | 3     | 2     | 0    |
| 1986            | 해태            | 25              | 88    | 358   | 319   | 53    | 82    | 14      | 3       | 14    | 40    | 19    | 8     | 28    | 45    | .257  | .325     | .451     | .776  | 144   | 11       | 5     | 4     | 2     | 1    |
| 1987            | 해태            | 26              | 98    | 299   | 265   | 34    | 57    | 12      | 1       | 6     | 29    | 12    | 5     | 24    | 31    | .215  | .291     | .336     | .626  | 89    | 6        | 5     | 3     | 2     | 2    |
| 1988            | 해태            | 27              | 108   | 477   | 406   | 81    | 127   | 26      | 2       | 13    | 52    | 58    | 20    | 52    | 37    | .313  | .404     | .483     | .887  | 196   | 7        | 12    | 4     | 3     | 2    |
| 1989            | 해태            | 28              | 101   | 434   | 373   | 58    | 90    | 13      | 1       | 12    | 46    | 24    | 15    | 46    | 52    | .241  | .333     | .378     | .711  | 141   | 10       | 6     | 7     | 2     | 2    |
| 1990            | 해태            | 29              | 114   | 455   | 381   | 65    | 95    | 20      | 0       | 12    | 51    | 26    | 16    | 56    | 49    | .249  | .356     | .396     | .752  | 151   | 16       | 8     | 8     | 2     | 2    |
| 1991            | 해태            | 30              | 115   | 513   | 434   | 83    | 120   | 21      | 3       | 17    | 50    | 56    | 18    | 55    | 66    | .277  | .373     | .456     | .829  | 198   | 3        | 14    | 6     | 4     | 1    |
| 1992            | 해태            | 31              | 122   | 566   | 492   | 101   | 152   | 22      | 3       | 21    | 76    | 44    | 16    | 60    | 63    | .309  | .389     | .494     | .883  | 243   | 14       | 7     | 3     | 4     | 1    |
| 1993            | 해태            | 32              | 102   | 430   | 367   | 47    | 93    | 12      | 3       | 11    | 44    | 29    | 8     | 46    | 54    | .253  | .341     | .392     | .734  | 144   | 9        | 5     | 8     | 4     | 0    |
| 1994            | 해태            | 33              | 85    | 360   | 314   | 42    | 101   | 19      | 2       | 8     | 54    | 18    | 7     | 33    | 41    | .322  | .386     | .471     | .857  | 148   | 7        | 1     | 10    | 2     | 0    |
| 1995            | 해태            | 34              | 96    | 374   | 328   | 36    | 66    | 12      | 2       | 7     | 30    | 13    | 4     | 27    | 43    | .201  | .278     | .314     | .592  | 103   | 20       | 9     | 7     | 3     | 3    |
| 1996            | 해태            | 35              | 111   | 409   | 351   | 49    | 77    | 13      | 2       | 5     | 41    | 26    | 7     | 41    | 81    | .219  | .304     | .311     | .615  | 109   | 12       | 3     | 11    | 3     | 2    |
| 1997            | 해태            | 36              | 77    | 249   | 216   | 31    | 46    | 6       | 2       | 5     | 28    | 12    | 6     | 25    | 37    | .213  | .296     | .329     | .625  | 71    | 5        | 1     | 6     | 1     | 0    |
| 1998            | 삼성            | 37              | 72    | 187   | 160   | 21    | 34    | 9       | 1       | 2     | 21    | 3     | 3     | 18    | 40    | .213  | .291     | .319     | .610  | 51    | 4        | 1     | 5     | 3     | 1    |
| KBO 통산 : 14년 | KBO 통산 : 14년 | KBO 통산 : 14년 | 1388  | 5522  | 4775  | 768   | 1252  | 217     | 30      | 145   | 612   | 371   | 145   | 544   | 687   | .262  | .345     | .411     | .757  | 1964  | 130      | 81    | 85    | 37    | 17   |

- 시즌 기록 중 굵은 글씨는 해당 시즌 최고 기록

## 출신 학교
- 광주서림초등학교
- 전남중학교
- 광주상업고등학교
- 연세대학교 체육교육학과 (1981학번)